# Theo Fischer
Theo Fischer, (Karlsbad, Alemanha dia 10 de Outubro de 1931 —  Murazzano, Itália em 13 de Dezembro de 2013), foi um escritor alemão, autor de diversas obras taoístas, com enfase no conceito Wu Wei, embora tenha escrito romances taoístas junto de sua esposa Sabine. Ficou conhecido graças a seu primeiro livro Wu Wei - A Arte de Viver do Tao, que viria a se tornar um best seller com mais de 300.000 cópias vendidas.

## Biografia
Theo Fischer nasceu em 1931 em Karlsbad na Alemanha. Por mais de vinte anos, foi consultor de gestão até que ele desistiu de sua profissão, e em 1985 mudou-se para os Vosges franceses para escrever lá livros sobre filosofia asiática e a arte de viver. Em 1989 ele publicou seu primeiro livro, "Wu wei - A arte de viver do Tao" pela Rowohlt Paperback, que se tornou um best seller e já vendeu mais de 300.000 cópias.
Theo Fischer teve onze livros, e ele também publicou uma pequena revista chamada "Tag und Tao" (Dia e Tao), que era publicada a cada dois meses. Teve um blog chamado "die-taobaustelle.de" (literalmente "A casa do Tao", referenciando a sua propriedade, alugada como pousada para fins espirituais), em que ele trabalhava sobre o seguinte tema "Para salvar o Tao antes de seus intérpretes", devido a sua luta em transmitir o que ele acreditava ser a verdadeira filosofia do Taoísmo contida no Tao Te Ching de Lao Tsé, e não no Taoísmo moderno e no Zen Budismo, que ele acreditava apenas transmitir mais um dogma e não um estilo de vida baseado em permanecer no espírito do presente e em não ter compromissos para com nada.
Ele e sua esposa Sabine viveram desde 1997 em Murazzano no Piemonte, norte da Itália, em uma casa de campo renovado. Em uma segunda fazenda em 2 hectares de terrenos, com dois apartamentos atraentes à espera de turistas. Theo e Sabine Fischer também ofereciam cursos de férias de desenho artístico com cerâmica e sobre a arte da vida. Após sua morte em 2013, o blog passou a ser escrito por sua esposa Sabine.

### No Brasil
Em 1999 a Editora Árvore da Terra lança o livro Wu Wei - A Arte de Viver do Tao, com tradução de Ulrike Pfeiffer Embora não tenha tido o mesmo sucesso que teve na Alemanha, o livro é sempre lembrado como referencia em sites de temática taoísta.

### Livros
| Ano  | Título Original                                                           | Título em Português                                                            | Conteúdo                               | Formato                          |
| ---- | ------------------------------------------------------------------------- | ------------------------------------------------------------------------------ | -------------------------------------- | -------------------------------- |
| 1989 | Wu wei: Die Lebenskunst des Tao                                           | Wu Wei - A Arte de Viver do Tao                                                | Taoísmo - Autoajuda                    | Livro e Livro Eletrônico em 2013 |
| 1996 | Reife - der Schlüssel zum Glück - Eine praktische Anleitung               | Maturidade - a chave para a felicidade. Um Guia Prático                        | Taoísmo - Autoajuda                    | Livro                            |
| 2003 | Tendenzen des Wachstums                                                   | Tendências de crescimento                                                      | Taoísmo - Autoajuda                    | Livro                            |
| 2008 | Das Tao der Selbstfindung                                                 | O Tao da auto-descoberta                                                       | Taoísmo - Autoajuda                    | Livro                            |
| 2010 | Tao heißt leben, was andere träumen                                       | Tao é viver o que os outros sonham                                             | Taoísmo - Autoajuda                    | Livro e Livro Eletrônico         |
| 2011 | Laß dich vom Tao leben: Wu wei in der Praxis                              | Deixe-se viver pelo Tao: Wu wei na prática                                     | Taoísmo - Autoajuda                    | Livro                            |
| 2013 | An der Quelle des Tao                                                     | Na origem do Tao                                                               | Taoísmo - Autoajuda                    | Livro Eletrônico                 |
| 2013 | Plejade                                                                   | Plêiade                                                                        | Romance, ficção                        | Livro Eletrônico                 |
| 2013 | Yu wei: Die Kunst, sich das Leben schwer zu machen                        | Yu Wei: A arte de tornar a vida difícil                                        | Taoísmo - Autoajuda                    | Livro e Livro Eletrônico         |
| 2013 | Wu wei. Fragen und Antworten                                              | Wu wei. Perguntas e respostas                                                  | Taoísmo - Autoajuda                    | Livro e Livro Eletrônico         |
| 2013 | Seltenfroehliche Gespraeche: 61 heiter besinnliche Dialoge über das Leben | Palestras "Felicidade Rara": 61 diálogos contemplativos e alegres sobre a vida | Livro de Registros, Taoísmo - Auoajuda | Livro Eletrônico                 |

### Revistas
| Ano       | Título Original | Título em Português | Conteúdo            | Periodicidade |
| --------- | --------------- | ------------------- | ------------------- | ------------- |
| 2011-2013 | Tag und Tao     | Dia e Tao           | Taoísmo - Autoajuda | Bimensal      |

### Blogs
| Ano           | Título Original  | Título em Português | Conteúdo            | Status       |
| ------------- | ---------------- | ------------------- | ------------------- | ------------ |
| 2011-presente | Die Taobaustelle | A Casa do Tao       | Taoísmo - Autoajuda | Ativo Sabine |